# 老庙镇 (富平县)
老庙镇，是中华人民共和国陕西省渭南市富平县下辖的一个乡镇级行政单位。

## 行政区划
老庙镇下辖以下地区：
老庙村、孟家村、尹家村、上河村、河绕村、东刘村、笃祜村、曹家村、东于村、南昌村、新店村、兰山村、北峪村、漫町村、店上村、烟峪村、清峪村、岳白村、高塬村、三尺村、塔北村、木林峪村和贾沟村。